# Heriberto de Colonia
Heriberto de Colonia (Worms, c. 970-Colonia, 16 de marzo de 1021), santo de la Iglesia católica, fue arzobispo de Colonia, canciller del emperador Otón III y fundador de la abadía de Deutz.
Heriberto era hijo del duque Hugo de Worms. Tras estudiar en la escuela de la catedral de Worms, su ciudad natal, pasó algún tiempo en el monasterio benedictino de Gorza, situado en el ducado de Lorena. Después de este periodo fue nombrado rector de la catedral de Worms. En 994 fue ordenado sacerdote. Ese mismo año el rey Otón III le nombró canciller para Italia y cuatro años más tarde, también para Alemania, cargo que mantuvo hasta la muerte del emperador en 23 de enero de 1002. Como canciller, Heriberto se convirtió en el consejero más importante de Otón III, a quien acompañó a Roma en 996 y 997. Todavía estaba en Italia cuando en 999 fue elegido arzobispo de Colonia.
Recibió la investidura eclesiástica y el palio de parte del papa Silvestre II el 9 de julio de 999 en la ciudad italiana de Benevento, siendo consagrado en la catedral de Colonia en día de Navidad de ese mismo año. El año 1002 estuvo presente en el lecho de muerte del emperador en Paterno. Cuando regresaba a Alemania con los restos del emperador y la insignia imperial, fue hecho prisionero por un tiempo por el futuro rey Enrique II, a cuya candidatura Heriberto se había opuesto inicialmente. Tan pronto como Enrique fue elegido nuevo rey, el 7 de junio de 1002, cambió de postura para pasar a reconocer al nuevo rey y servirlo fielmente, acompañándolo a Roma en 1004 y mediando entre el monarca y la Casa de Luxemburgo entre otras obras. Sin embargo Heriberto nunca se ganó la total confianza de Enrique II hasta el año 1021, cuando el rey reconoció su error y pidió perdón al arzobispo, el mismo año de la muerte del santo.
Heriberto fundó el monasterio benedictino y la iglesia de Deutz, al que hizo generosos donativos y donde se encuentra su tumba. Heriberto fue considerado santo ya en vida. El papa Gregorio VII lo canonizó entre 1073 y 1075. Su fiesta se celebra el mismo día de su fallecimiento, el 16 de marzo.